# 偷来的生活
偷来的生活是一部在保加利亚新电视台播出的医疗剧集，由艾夫迪姆·米罗施夫创作，由佐尼察·索菲亚和彼得·瓦尔查诺夫执导。